# Промисловість будівельних матеріалів
Промисло́вість будіве́льних матеріа́лів — комплекс галузей у складі важкої промисловості, які забезпечують найважливішими будівельними матеріалами всі види будівельних робіт. За всіма ознаками це один з найстаріших напрямків матеріального виробництва на Землі, підвалини якого ховаються у надрах первісного суспільства. Протягом історичного часу ця галузь теж була значною мірою трансформована в зв'язку з появою нових видів будівельних матеріалів, проте еволюція її, на відміну від більшості інших галузей промисловості, відбувалася шляхом нагромадження — нові будівельні матеріали, як правило, не перекреслювали існування своїх попередників, змінювалися лише технологія виробництва та основні напрямки використання тих чи інших матеріалів. Саме тому, поряд з незнаними раніше матеріалами (цементом, бетоном тощо), і досі широко використовуються у будівництві різноманітні природні утворення, відомі ще первісній людині (природні камені, глини та ін.).
Промисловість будівельних матеріалів поділяється на великі групи:
- видобування і первинна обробка мінерально-будівельної сировини (пісок, гравій, щебінь, бутовий камінь, пиляний камінь, глина тощо);
- виробництво в'яжучих матеріалів (цемент, вапно, гіпс та ін.);
- виробництво різноманітних стінових матеріалів і конструкцій для зведення будівель і споруд (цегла, бетон, залізобетон тощо).
- інші виробництва (черепиці, облицювальної плитки, віконного скла).

Особливу групу становлять виробництва з виготовлення м'яких покрівель, тепло- і звукоізоляторів та інших спеціальних будівельних матеріалів. Нарешті, в окрему групу виділяються галузі скляної та фарфоро-фаянсової промисловості. Центри промисловості будівельних матеріалів її промислового виробництва орієнтовані на сировинну базу.
Промисловість будівельних матеріалів є найважливішою складовою будівельного комплексу. Розміщення підприємств будівельних матеріалів і будіндустрії мають такі особливості:
- тяжіння до джерел сировини у зв'язку з низькою транспортабельністю сировини та її значними витратами при виготовленні продукції (цементні, гіпсові, вапнякові, нерудні, покрівельні та інші підприємства);
- тяжіння до регіонів споживання (заводи збірного залізобетону, бетону, розгинів, комбінати великопанельного домобудування тощо).

Часто індустрія виробництва таких матеріалів комбінується з будівництвом, утворюючи домобудівні комбінати у великих містах.

## Промисловість будівельних матеріалів України
Промисловість будівельних матеріалів об'єднує кілька тисяч підприємств, розташованих в усіх областях України. Найбільшими центрам цієї галузі є Київ, Харків, Одеса, Дніпропетровськ, Кривий Ріг, Запоріжжя, Донецьк, Маріуполь. Особливо важливими підгалузями є цементна промисловість, виробництво будівельних конструкцій і деталей.
За часів Київської Русі виготовляли випалювальні будівельні матеріали. На початку XIX століття з'явився портландцемент й почалося масове застосування бетону і залізобетону на будівництві. У XX столітті виникли нові галузі виробництва: азбестоцементне, стінових панелей, панелей легкого бетону, залізобетонних конструкцій, ізоляційних матеріалів. Відбулися певні зміни географії промисловості будівельних матеріалів. Найбільшого розвитку промисловість будівельних матеріалів набула в Донбасі, Придніпров'ї, Харківській, Львівській, Хмельницькі та Одеській областях. Промисловість будівельних матеріалів в останні роки активно механізується та автоматизується. Залучаються іноземні інвестиції, модернізується обладнання, підвищується якість та розширюється асортимент.
Видобуток мінеральної сировини для підприємств галузі відбувається на всій території України. Пісок, бутовий камінь, граніт, лабрадорит, мармур видобувають в Житомирській, Вінницькій, Запорізькій, Кіровоградській (Український кристалічний щит) та Закарпатській областях.
Виготовленням вапна найбільше займаються в Хмельницькій області, але підприємства розміщені по всій державі, де є поклади сировини: крейда, вапняки, мармур.
Виробництво збірних залізобетонних конструкцій, цегли орієнтується на великі промислові центри, де є достатня кількість споживачів: Київ, Харків, Кривий Ріг, Запоріжжя, Дніпропетровськ, Маріуполь.

### Цементна промисловість
Цементна промисловість в Україні розпочинає свій відлік з часу створення Амвросіївського цементного заводу 1886 року на Донбасі. Тепер це один з найбільших цементних комбінатів. Цементні виробництва діють в Краматорську, Кривому Розі, Кам'янському, Дніпрі, Балаклії, Здолбунові, Миколаєві, Ямниці, Кам'янці-Подільському, Вільшанах.

### Склоробна промисловість
Значного розвитку набуло виробництво будівельної кераміки в Харкові та Слов'янську, порцеляни та фаянсу в Славуті, листового й технічного скла — в Лисичанську, Константинівці (склоробний завод заснований 1897 року), Запоріжжі, Мерефі, Херсоні (склотара).